# Casa de l'Ajuntament d'Altet
La Casa de l'Ajuntament d'Altet és un edifici d'Altet, al municipi de Tàrrega (Urgell), protegit com a bé cultural d'interès local.

## Descripció
És una casa pairal de dimensions considerables, amb aparell de pedra picada i coberta de teula àrab a dos vessants. És un edifici molt complex. ja que està dotat de moltes dependències annexes a part de l'edifici de l'habitatge. A la part davantera de la casa es pot apreciar la presència de contraforts, concretament tres, els quals suporten les forces dels murs de la terrassa. Aquesta terrassa està situada a davant de la façana principal tapant més de la meitat d'aquesta. És una terrassa, també de pedra, de planta rectangular.
A la part inferior d'aquesta terrassa hi té lloc un seguit d'arcades de mig punt les quals donen a la planta baixa, a peu de carrer. Dues arcades queden tapades pels contraforts i les altres dues, s'adjunten a les anteriors, quedant clarament visibles i sense suportar cap estança. En el lateral esquerre de la casa s'hi adossa una torre circular, de nova construcció. Aquesta segueix el mateix parament que la resta de la casa, amb carreus de pedra tallats i no té la presència de cap obertura, excepte una petita finestra quadrangular a la part superior. L'accés a la casa pairal té lloc a un nivell entremig, no per la façana principal. És en un carrer que puja de la plaça del carrer de Baix (on mira la casa) que finalitza just a la porta d'entrada.
L'habitatge pròpiament dit, s'estructura amb tres nivells: la planta baixa, la primera planta o planta noble i les golfes a la part superior. Les tres plantes presenten poques obertures a la façana principal, ja que aquesta és mig tapada per les anteriors dependències citades. Solament hi ha quatre obertures en forma de finestra: una a la planta baixa, una altra a la primera i dues a les golfes. Aquestes són de forma quadrangular i emmarcades amb pedra. La majoria de les obertures de la casa queden als laterals.